# Chamouille
Chamouille é uma comuna francesa na região administrativa de Altos da França, no departamento de Aisne. Estende-se por uma área de 3,34 km². Em 2010 a comuna tinha 280 habitantes (densidade: 83,8 hab./km²).